# 拉瑟莱特
拉瑟莱特（法語：La Celette，法語發音：[la səlɛt]）是法国谢尔省的一个市镇，位于该省南部，属于圣阿芒蒙龙区。

## 地理
拉瑟莱特（46°39'5"N, 2°31'16"E）面积24.81 平方千米，位于法国中央-卢瓦尔河谷大区谢尔省，该省份为法国中部省份，北起卢瓦雷省，西接卢瓦-谢尔省和安德尔省，南至克勒兹省，东南接阿列省，东临涅夫勒省。
与拉瑟莱特接壤的市镇（或旧市镇、城区）包括：旧艾奈、埃皮讷伊-勒弗勒里耶勒、法韦尔迪讷、拉佩尔什、圣乔治德普瓦雪、索尔宰勒波捷。

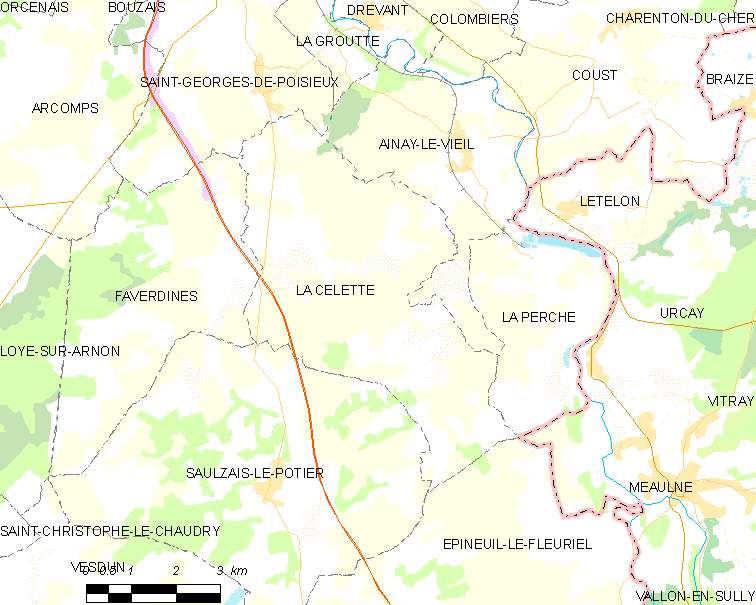
拉瑟莱特的OSM定位图

拉瑟莱特的时区为UTC+01:00、UTC+02:00（夏令时）。

## 行政
拉瑟莱特的邮政编码为18360，INSEE市镇编码为18041。

## 政治
拉瑟莱特所属的省级选区为沙托梅扬县。

## 人口

1962-2008年间拉瑟莱特人口变化图示

拉瑟莱特于2022年1月1日时的人口数量为204人。